# Øvre Forra naturreservat
Øvre Forra naturreservat er et naturreservat i Meråker, Verdal, Levanger og Stjørdal kommune, Trøndelag. Naturreservatet ligger ved udløbet af søen Feren til elven Forra, og er udpeget til ramsarområde, på grund af sin betydning for trækfugle.
Reservatet blev oprettet i 1990 for at beskytte et stort moselandskab med rig flora og fauna, næsten uberørt af tekniske indgreb. Området har et areal på cirka 108 kvadratkilometer.

## Eksterne kilder og henvisninger
- Forskrift om fredning av Øvre Forra naturreservat, Levanger, Verdal, Stjørdal og Meråker kommuner, Nord-Trøndelag
- Naturbase
- NTNU Vitenskapsmuseet «Ornitologisk statusrapport for Ramsarområdet Øvre Forra. Situasjonen per 2010»
- NTNU Vitenskapsmuseet «Ornitologisk statusrapport fra Øvre Forra etter feltsesongen 2011»

63°35′19″N 11°42′46″Ø / 63.58861°N 11.71278°Ø